# خمیده‌شاخان
خمیده‌شاخان (نام علمی: Ancyloceratidae) نام یک تیره از رده سرپایان است.